# اتیل یدید
اتیل یدید (به انگلیسی: Ethyl iodide) یک ترکیب شیمیایی با شناسه پاب‌کم ۶۳۴۰ است. شکل ظاهری این ترکیب، مایع شفاف بی‌رنگ است.